# De weg naar de vrijheid
De weg naar de vrijheid is een hoorspel van Wolfgang Altendorf. Ausbruch werd op 16 februari 1970 door de Österreicher Rundfunk uitgezonden. Justine Paauw vertaalde het en de TROS zond het uit op woensdag 24 mei 1978, van 23:00 uur tot 23:44 uur. De regisseur was Bert Dijkstra.

## Rolbezetting
- Coen Flink (Stahl)
- Hans Karsenbarg (Roesler)
- Joke van den Berg (voorbijgangster)
- Frans Kokshoorn (eerste rioolwerker)
- Bert van der Linden (tweede rioolwerker)
- Lies de Wind (vrouw)
- Willy Ruys (dokter)

## Inhoud
Stahl en Roesler zijn twee notoire boeven die op het gevangenisterrein gelucht worden. Daar zijn werklieden bezig de beerputten schoon te maken, met als gevolg dat het putdeksel – dat de toegangsweg naar de stadsriolering pleegt af te sluiten – van de gebruikelijke plaats verwijderd is. Onmiddellijk ziet Stahl welke grote mogelijkheden er weggelegd zijn voor hem en zijn collega in de misdaad. Hij nodigt Roesler uit zijn voorbeeld te volgen, een uitnodiging welke deze laatste slechts na enige aarzeling accepteert. Dat de weg naar de vrijheid leidt langs een reeks van hinderpalen en dat die vrijheid van korte duur is, ligt natuurlijk wel een beetje in de lijn der verwachtingen…